# Bissières
Bissières är en kommun i departementet Calvados i regionen Normandie i norra Frankrike. Kommunen ligger i kantonen Mézidon-Canon som ligger i arrondissementet Lisieux. År 2018 hade Bissières 176 invånare.

## Befolkningsutveckling
Antalet invånare i kommunen Bissières
Referens: INSEE